# Adutiškis
Adutiškis (ryska: Адутишкис) är en ort i Litauen. Den ligger i den östra delen av landet, nära gränsen till Belarus. Adutiškis ligger 150 meter över havet och antalet invånare är 778.
Terrängen runt Adutiškis är platt. Den högsta punkten i närheten är 174 meter över havet, 1,7 km söder om Adutiškis. Adutiškis är det största samhället i trakten. Omgivningarna runt Adutiškis är en mosaik av jordbruksmark och naturlig växtlighet.